# Stümpen

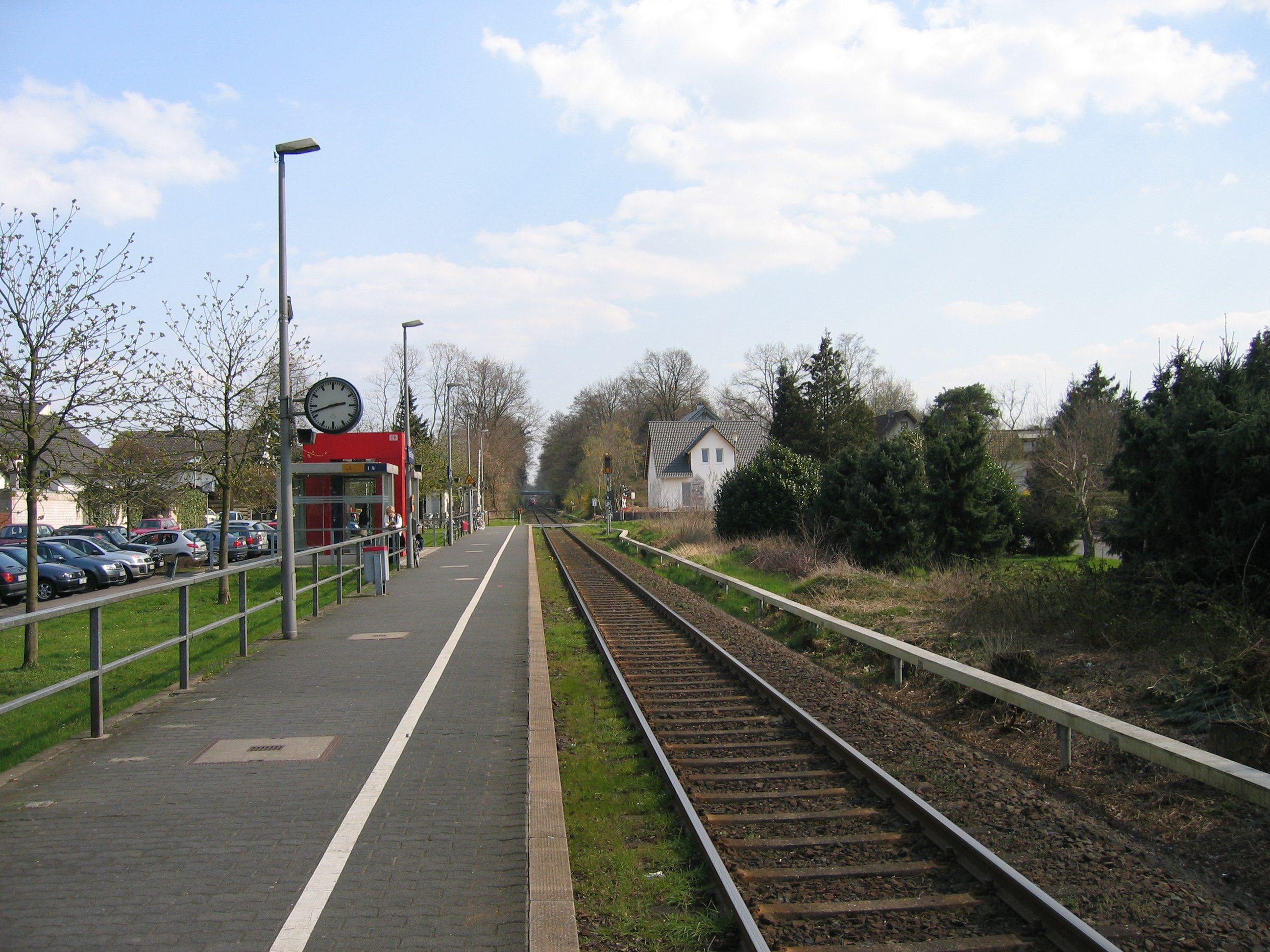
Haltepunkt Rösrath-Stümpen

Stümpen ist ein Ortsteil von Rösrath, dem zentralen Stadtteil der gleichnamigen Stadt Rösrath im Rheinisch-Bergischen Kreis. Das Gebiet wird von der Landstraße 284 in zwei Teile geteilt. Während der nördliche Teil überwiegend Wohnbebauung aufweist, finden sich im südlichen Teil ein Gewerbegebiet und ein Bahnanschluss an die RB25 (Oberbergische Bahn).

## Der Brand bei „Dahl-Kanal“
Am Abend des 19. September 1984 wurde gegen 21:00 Uhr für den Westen des Bergischen Landes Katastrophenalarm ausgelöst, weil bei der Firma Manfred Dahl GmbH & Co. KG im Gewerbegebiet Stümpen eine Lagerhalle brannte. In der Lagerhalle lagerten Kunststoff-Kabel-Kanäle. Bei der Verbrennung bildeten sich giftige Rauchgaswolken. Die Bevölkerung wurde aufgefordert, Türen und Fenster geschlossen zu halten. Entsprechende Warnmeldungen wurden vom Westdeutschen Rundfunk über WDR 2 ausgestrahlt. Feuerwehren aus dem gesamten Rheinisch-Bergischen Kreis bekämpften den Brand zwei Tage lang. Neben Feuerwehren aus dem Rheinisch-Bergischen Kreis waren auch Berufsfeuerwehren aus Köln und Leverkusen sowie die Werkfeuerwehr der Bayer AG aus Leverkusen im Einsatz. Am 20. September um 14:30 Uhr kam es zu einem erneuten Ausbruch des Feuers. Großtanklöschfahrzeuge kamen zum Einsatz, die Wasser von der Sülz zum Brandort herbeischafften. Zeitweise erfolgte eine Sperrung der Bundesbahn-Nebenstrecke Köln – Rösrath – Gummersbach, weil über den Bahnkörper Schlauchleitungen verlegt werden mussten. Wegen des Verdachtes auf Dioxinverseuchung ließ der Rösrather Gemeindedirektor am 18. November die umliegenden Kinderspielplätze sperren. Die kontaminierten Brandreste des Lagergebäudes wurden im März 1986 in Leverkusen in einer Verbrennungsanlage verbrannt. Das Feuer mit einem Schaden von etwa acht Millionen Deutsche Mark (mehr als vier Millionen Euro) wurde vorsätzlich gelegt. Der Brandstifter wurde 1985 zu einer mehrjährigen Freiheitsstrafe verurteilt. Die Firma Dahl produzierte noch bis Oktober 2004 und wurde dann insolvent. Die Marke Dahl Kanal wurde an die Firma OBO Bettermann veräußert.

## Eisenbahn
In Stümpen besteht ein 1988 eröffneter Haltepunkt an der Bahnstrecke Köln-Kalk–Overath, wo heute die Züge der Oberbergischen Bahn (RB 25) zwischen Köln Hansaring, Gummersbach und Lüdenscheid verkehren.

## Bergbau
In Stümpen wurde seit der Mitte des 19. Jahrhunderts Bergbau auf Eisen- und Bleierze betrieben. Zu erwähnen sind die Bergwerke Grube Deutscher Michel und Grube Segen Gottes.

## Gewerbegebiet
Im gleichen Gewerbegebiet am Nußbaumweg haben die Firmen GKN Driveline und EDS Niederlassungen, beides international tätige Unternehmen.